# جامعه اسکان کارکنان ان‌اف‌سی
جامعه اسکان کارکنان ان‌اف‌سی (به انگلیسی: NFC Employees Cooperative Housing Society) یک منطقهٔ مسکونی در پاکستان است که در پنجاب واقع شده‌است.